# Nectopsyche separata
Nectopsyche separata är en nattsländeart som först beskrevs av Banks 1920.  Nectopsyche separata ingår i släktet Nectopsyche och familjen långhornssländor. Inga underarter finns listade i Catalogue of Life.